# Министерство связи ЮАР
Министерство связи и цифровых технологий ЮАР (англ. Department of Communications and Digital Technologies) — одно из министерств правительства ЮА, которое отвечает за развитие телекоммуникационных технологий и технологий вещания в стране. Главой является министр, которому помогает один заместитель. По состоянию на август 2021 года должность занимала Хумбудзо Нтшавени, её помощник — Филли Мапулане. С 2023 года во главе министерства стоит Мондли Гунгубеле.
В 2014 году президент Джейкоб Зума переименовал существовавшее ранее Министерство связи (англ. Department of Communications) в Министерство телекоммуникаций и почты (англ. Department of Telecommunications and Postal Services), а также учредил новое Министерство связи (англ. Department of Communications), в ведении которого находилась и государственная пропаганда. В июне 2019 года президент Сирил Рамафоса анонсировал объединение двух министерств в Министерство связи и цифровых технологий.

## Подотчётные организации
О своей деятельности министерству отчитываются следующие организации:
- Broadband Infraco[нем.]
- Независимое управление связи ЮАР[англ.]
- Почта ЮАР[англ.]
- Sentech[англ.]
- ZADNA[англ.]} (.za Domain Name Authority — управление доменных имён .za)[5])
- Институт национальных электронных СМИ ЮАР (англ. National Electronic Media Institute of South Africa)
- Универсальное агентство услуг и доступа ЮАР (англ. Universal Service and Access Agency of South Africa)
- Институт электронных навыков (e-Skills Institute)[6]

## Список министров
| Имя                                           | Годы работы | Годы жизни                        | Премьер-министр / президент                 | Партия                                    |
| --------------------------------------------- | ----------- | --------------------------------- | ------------------------------------------- | ----------------------------------------- |
| сэр Дэвид Питер де Вильерс Грааф, 1-й баронет | 1910—1912   | 30 марта 1859 — 13 апреля 1931    | Луис Бота                                   | Южноафриканская партия                    |
| Джордж Лёйчарс                                | 1912        | 16 апреля 1858 — 10 февраля 1924  | Луис Бота                                   | Южноафриканская партия                    |
| Томас Уатт                                    | 1912—1915   | 1857—1947                         | Луис Бота                                   | Южноафриканская партия                    |
| Йоханнес Хендрикус Мейринг Бек                | 1915—1919   | 28 ноября 1855 — 15 мая 1919      | Луис Бота                                   | Южноафриканская партия                    |
| Томас Орр                                     | 1919—1920   | 1874—?                            | Ян Смэтс                                    | Южноафриканская партия                    |
| Якобус Арнольдус Комбринк Грааф               | 1920—1921   | 4 марта 1863 — 5 апреля 1927      | Ян Смэтс                                    | Южноафриканская партия                    |
| Томас Уатт                                    | 1921—1924   | 1857—1947                         | Ян Смэтс                                    | Южноафриканская партия                    |
| Томас Бойделл                                 | 1924—1925   | 1882 — 5 июля 1966                | Джеймс Барри Герцог                         | Национальная партия                       |
| Уолтер Бэйли Мэйдли                           | 1925—1928   | 28 июля 1873 — 15 мая 1947        | Джеймс Барри Герцог                         | Национальная партия                       |
| Генри Уильям Сэмпсон                          | 1928—1929   | 12 мая 1872 — 6 августа 1938      | Джеймс Барри Герцог                         | Национальная партия                       |
| Чарльз Фрэнсис Кларксон                       | 1929—1945   | 1881—1959                         | Джеймс Барри Герцог / Ян Смэтс              | Национальная партия / Объединённая партия |
| Франс Кристиан Эрасмус                        | 1945—1950   | 19 января 1896 — 1 июля 1967      | Ян Смэтс                                    | Объединённая партия / Национальная партия |
| Джошуа Франсуа «Том» Науде                    | 1950—1954   | 15 апреля 1889 — 31 мая 1969      | Даниэль Франсуа Малан                       | Национальная партия                       |
| Ян Серфонтен                                  | 1954—1958   | ?                                 | Йоханнес Стрейдом                           | Национальная партия                       |
| Альберт Герцог                                | 1958—1968   | 4 июля 1899 — 5 ноября 1982       | Хендрик Фервурд / Балтазар Йоханнес Форстер | Национальная партия                       |
| Маттис Кронелис Гров Янсе ван Ренсбург        | 1968—1970   | 12 февраля 1919 — 1970            | Балтазар Йоханнес Форстер                   | Национальная партия                       |
| Маре Фильюн                                   | 1970—1976   | 2 декабря 1915 — 4 января 2007    | Балтазар Йоханнес Форстер                   | Национальная партия                       |
| Йоханнес Петрус ван дер Спуй                  | 1976—1978   | 24 ноября 1912 — 13 сентября 2003 | Балтазар Йоханнес Форстер                   | Национальная партия                       |
| Хенни Смит                                    | 1978        | ?                                 | Питер Виллем Бота                           | Национальная партия                       |
| Фредерик Виллем де Клерк                      | 1978—1979   | 18 марта 1936 — 11 ноября 2021    | Питер Виллем Бота                           | Национальная партия                       |
| Лоуренс Альбертус Петрус Андерсон Мунник      | 1982—1984   | 1925 — 12 июля 2016               | Питер Виллем Бота                           | Национальная партия                       |
| Джордж Бартлетт                               | 1984—1991   | 14 марта 1931 — 25 марта 2010     | Фредерик Виллем де Клерк                    | Национальная партия                       |
| Питер Йоханнес Велгемуд                       | 1991—1994   | 1943—                             | Фредерик Виллем де Клерк                    | Национальная партия                       |
| Звелединга Палло Джордан                      | 1994—1996   | 22 мая 1942 —                     | Нельсон Мандела                             | Африканский национальный конгресс         |
| Джаясилен Найду                               | 1996—1999   | 20 декабря 1954 —                 | Нельсон Мандела                             | Африканский национальный конгресс         |
| Айви Флоренс Матсепе-Касабурри                | 1999—2009   | 18 сентября 1937 — 6 апреля 2009  | Табо Мбеки / Кгалема Мотланте               | Африканский национальный конгресс         |
| Сифиве Ньянда                                 | 2009—2010   | 22 мая 1950 —                     | Джейкоб Зума                                | Африканский национальный конгресс         |
| Радакришна Лучамана Падаячие                  | 2010—2011   | 1 мая 1950 — 5 мая 2002           | Джейкоб Зума                                | Африканский национальный конгресс         |
| Дина Деливе Пуле                              | 2011—2013   |                                   | Джейкоб Зума                                | Африканский национальный конгресс         |
| Юнус Каррим                                   | 2013—2014   |                                   | Джейкоб Зума                                | Африканский национальный конгресс         |
| Азвихангвиси Фэйт Мутхамби                    | 2014—2017   | 19 февраля 1974 —                 | Джейкоб Зума                                | Африканский национальный конгресс         |
| Аянда Длодло                                  | 2017        | 22 мая 1963 —                     | Джейкоб Зума                                | Африканский национальный конгресс         |
| Ммамолок Трифоса Кубаи-Нгубане                | 2017—2018   |                                   | Джейкоб Зума                                | Африканский национальный конгресс         |
| Сиябонга Сиприан Цвеле                        | 2018        | 3 сентября 1958 —                 | Сирил Рамафоса                              | Африканский национальный конгресс         |
| Номвула Моконьяне                             | 2018        | 20 июня 1963 —                    | Сирил Рамафоса                              | Африканский национальный конгресс         |
| Стелла Тембиса Ндабени-Абрахамс               | 2018—2021   | 30 июня 1978 —                    | Сирил Рамафоса                              | Африканский национальный конгресс         |
| Хумбудзо Нтшавени                             | 2021—2023   | 30 января 1977 —                  | Сирил Рамафоса                              | Африканский национальный конгресс         |
| Мондли Гунгубеле                              | 2023—       | 1 февраля 1957 —                  | Сирил Рамафоса                              | Африканский национальный конгресс         |